# Megyaszó
Megyaszó é um município da Hungria, situado no condado de Borsod-Abaúj-Zemplén. Tem 53,42 km² de área e sua população em 2015 foi estimada em 2.711 habitantes.